# Castel Menardo
Castel Menardo sorge sul Colle Ciumina nel comune di Serramonacesca, in provincia di Pescara, non molto distante dall'Abbazia di San Liberatore a Majella.

## Storia
La posizione di Castel Menardo, tra la Val Pescara e la Maiella, fa presumere ad un carattere difensivo della fortezza dalle incursioni saracene nei confronti della vicina Abbazia di San Liberatore. In questo il castello deve essere considerato insieme alla torre di Polegra, situata in direzione diametralmente opposta rispetto alla chiesa.
Non si dispone di fonti certe che attestino l'origine del castello. Come per l'abbazia, però, la tradizione la fa risalire a Carlo Magno, che la costruì a difesa del bordo meridionale del suo impero. Più probabilmente, però, la costruzione del castello risale tra il XII ed il XIV secolo.

## Architettura
Lo stato attuale di rudere del castello rende difficile la ricostruzione della sua struttura. La pianta è triangolare, con una struttura quadrangolare su una delle estremità e gli altri due vertici protetti da torri circolari. Il corpo doveva essere su due livelli con tracce di ambienti a livello inferiore rispetto al piano del castello.
Il castello, visibile dalla strada che porta all'eremo di Sant'Onofrio, non è facilmente raggiungibile se non a piedi tramite un sentiero lungo circa un chilometro.